# Wildlife Conservation Society
Pour les articles homonymes, voir Wild Life.
La WCS ou Wildlife Conservation Society (en français, La Société pour la Conservation de la Vie sauvage), est une organisation non gouvernementale (ONG) américaine dont l'objectif est la préservation de la nature (zones de la flore et de la faune) dans le monde et particulièrement en Afrique.
Déclarée d'utilité publique par l'Etat de Etat de New York le 26 avril 1895, en tant que New York Zoological (parfois orthographié "Zoölogical") Society, l'organisation s'est vouée à la préservation des espèces, à la promotion de la zoologie, et à l'institution d'un parc zoologique gratuit et accessible à tous. Elle s'est rebaptisée Wildlife Conservation Society en 1993.
Cette organisation est basée à New York au parc zoologique du Bronx. Elle gère également trois autres zoos new yorkais (celui de Central Park, celui du Queens et celui de Prospect Park), ainsi que l'aquarium de New York.
Sur son site web, la WCS définit sa mission par la phrase suivante : « Les humains aspirent à se relier à la faune, et la société de conservation de la faune fournit ce raccordement d'une manière significative. » -- David Schiff
Les méthodes d'action de la WCS sont aussi bien fondées sur les recherches scientifiques que sur la réalisation de programmes de préservation. La plupart de ses programmes sur le terrain s’engagent sur un site à long terme. Bien que la plupart des actions de la WCS soient centrées sur l'Afrique, elle s'occupe également de la conservation de l'Asie, de l'Amérique latine, de l'Amérique du Nord et des zones maritimes.
La WCS publie également un magazine, le Wildlife Conservation. C'est un bimestriel qui traite des sujets défendus par la WCS.

## Controverses
La WCS a été mise en cause, aux côtés notamment de la WWF, pour ses pratiques dites de colonialisme vert dans le bassin du Congo. Elle est accusée notamment par l'association Survival de financer des garde-chasses effectuant des actes d'intimidation et des violences sur les peuples autochtones de la région, les pygmées Baka,,.